# Conta conta
Conta conta är en fiskart som först beskrevs av Hamilton 1822.  Conta conta ingår i släktet Conta och familjen Erethistidae. IUCN kategoriserar arten globalt som otillräckligt studerad. Inga underarter finns listade i Catalogue of Life.